# Torvastads kommun
Torvastads kommun (norska: Torvastad kommune) var en kommun i Rogaland fylke i sydvästra Norge. Byn Torvastad utgjorde kommunens centralort.

## Administrativ historik
Torvastads kommun upprättades den 1 januari 1838 (som Torvestad formannskapsdistrikt) när Formannskapslovene från 1837 trädde i kraft. Kommunen omfattade då den nordligaste delen av nuvarande Karmøy kommun (Torvastads socken), hela nuvarande Haugesunds kommun samt hela nuvarande Utsira kommun. 
Den 1 februari 1855 bröts stadskommunen Haugesund ut ur kommunen som då minskade från 4 308 invånare före delningen till 3 242 invånare efter.
Den 1 november 1881 bröts Skåre kommun ut ur kommunen som då minskade från 3 583 invånare före delningen till 1 918 invånare efter.
Den 1 juli 1924 bröts Utsira kommun ut ur kommunen som då minskade från 2 601 invånare före delningen till 2 187 invånare efter. Den återstående delen omfattade den nordligaste delen av nuvarande Karmøy kommun (Torvastads socken) samt ett mindre område i den västra delen av nuvarande Haugesunds kommun (Vibrandsøya).
Den 1 januari 1965 upplöstes kommunen och delades. Huvuddelen (med 3 783 invånare) fördes, tillsammans med kommunerna Kopervik, Skudenes, Skudeneshamn, Stangaland och Åkra, samt en del av Avaldsnes kommun, till den då nybildade Karmøy kommun medan Vibrandsøy krets (med 70 invånare) fördes till Haugesunds kommun. Kommunen hade vid delningen totalt 3 853 invånare.

## Bilder

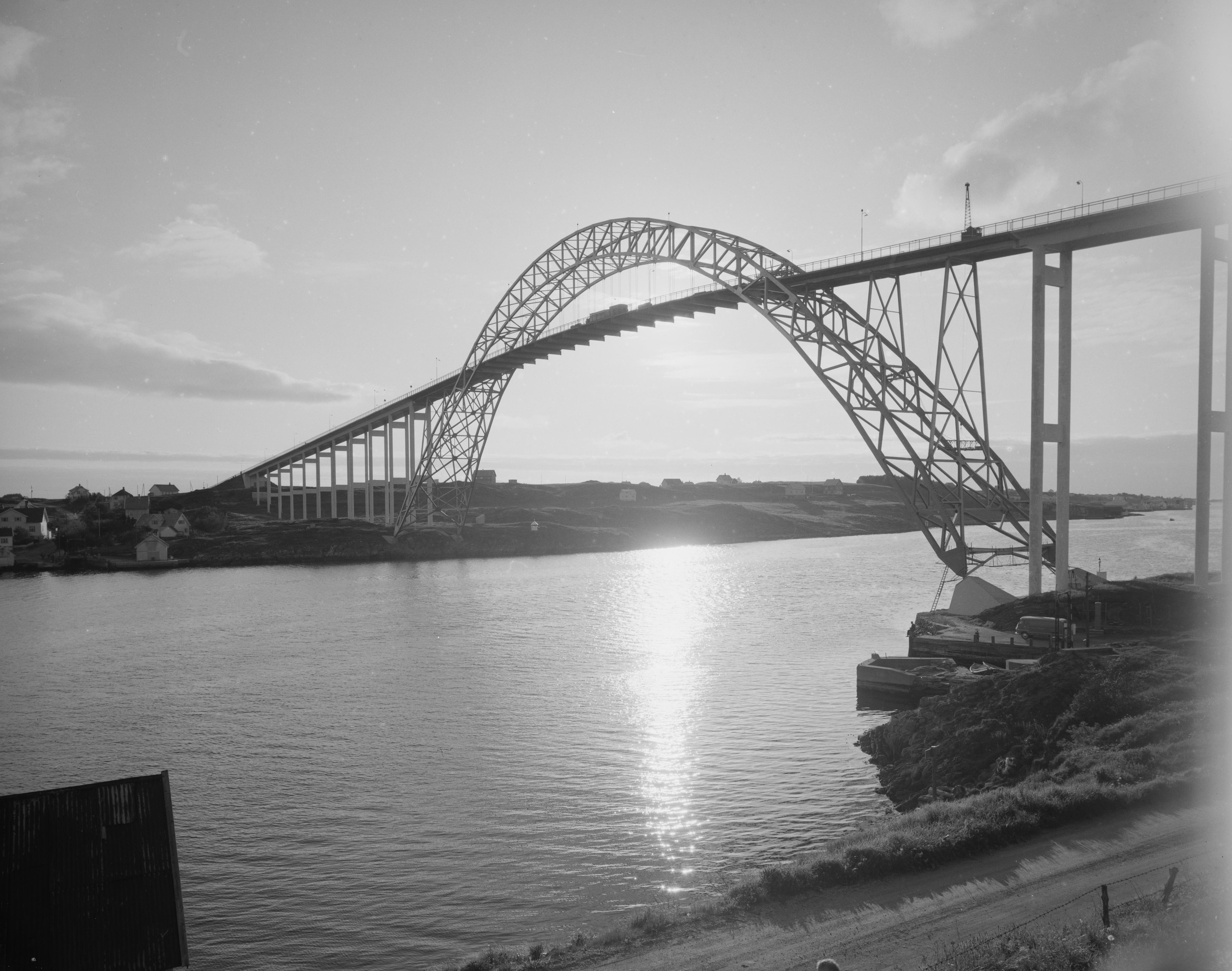
Karmsundsbron från 1955.
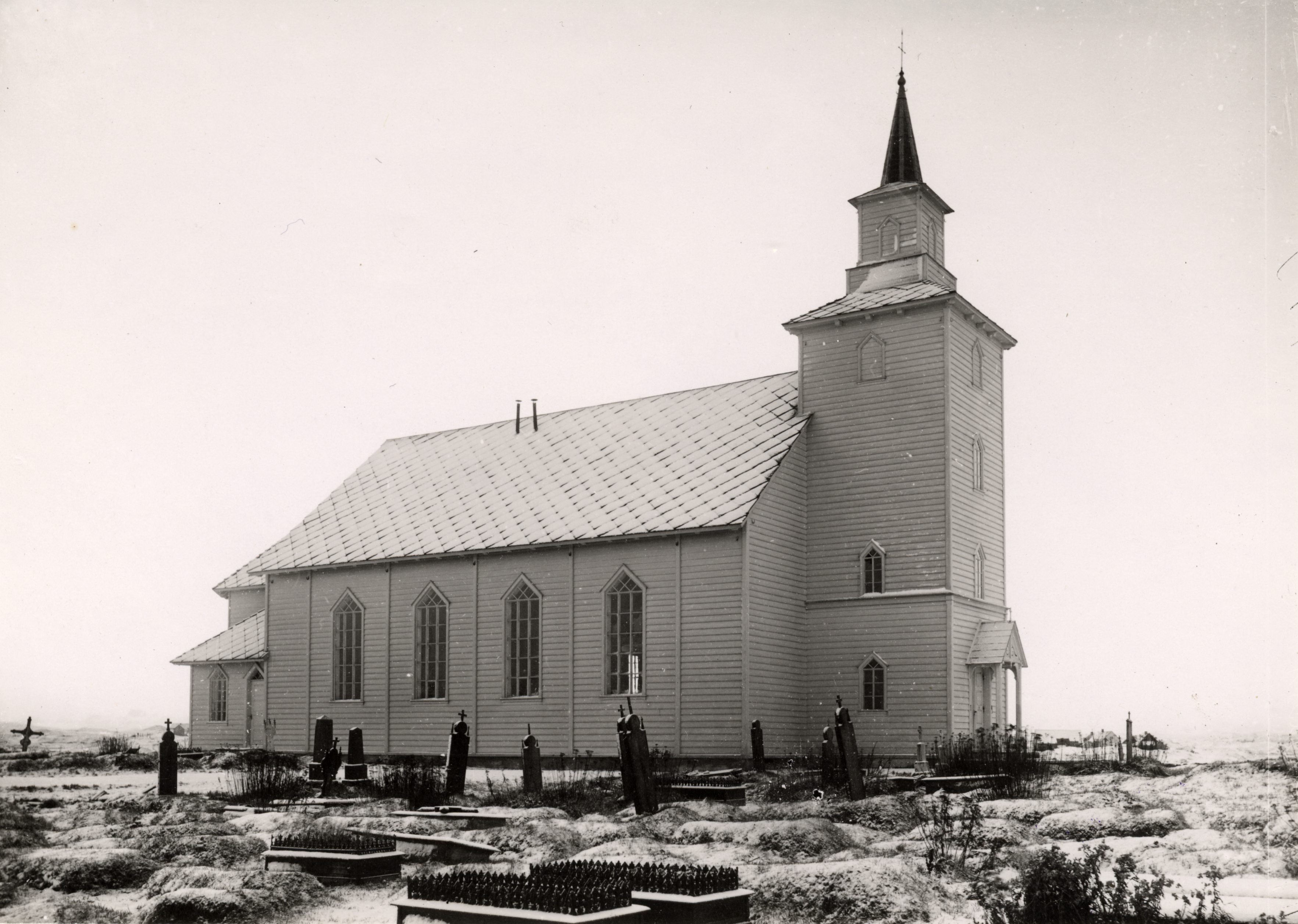
Torvastads kyrka.
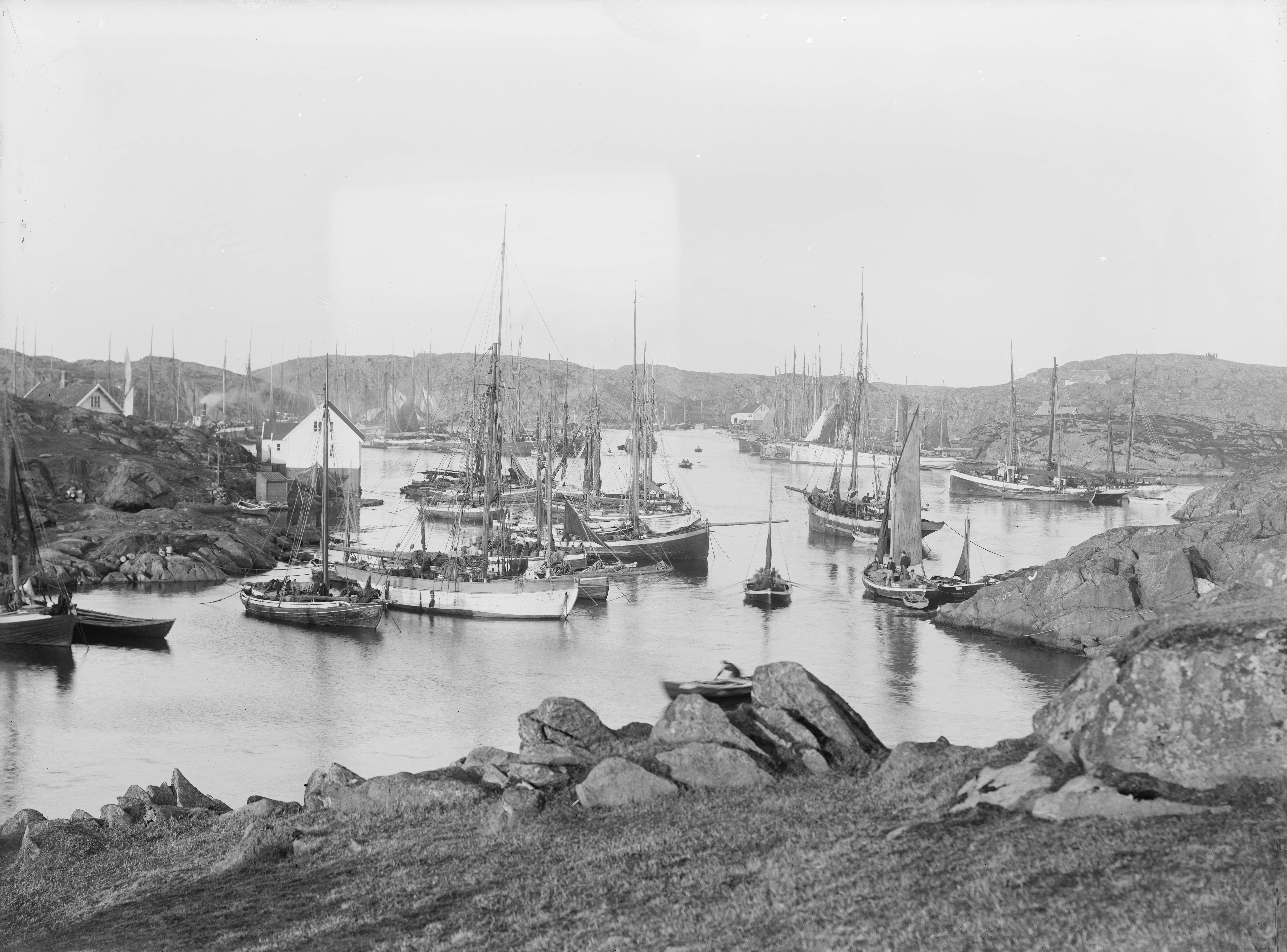
Feøy.